# Забруднення ґрунтових вод
Забруднення ґрунтових вод (також зване забрудненням підземних вод) відбувається, коли забруднюючі речовини викидаються на землю та потрапляють у підземні води. Цей тип забруднення води також може відбуватися природним шляхом через присутність незначної та небажаної складової, забруднювача або домішки в підземних водах, і в цьому випадку його швидше називають забрудненням, а не забрудненням. Забруднення підземних вод може відбуватися через каналізаційні системи на місці, фільтрат на звалищах, стоки з очисних споруд, витоки каналізації, автозаправні станції, гідророзрив (розрив) або надмірне застосування добрив у сільському господарстві. Забруднення (або зараження) також може виникнути через природні забруднення, такі як миш'як або фторид. Використання забруднених ґрунтових вод створює небезпеку для здоров'я населення через отруєння або поширення хвороб (хвороби, що передаються через воду).
Забруднювач часто створює шлейф забруднювача у водоносному горизонті. Рух води та дисперсія у водоносному горизонті поширює забруднюючу речовину на більш широку територію. Його межа, що просувається, яку часто називають краєм шлейфу, може перетинатися з підземними колодязями та поверхневими водами, такими як просочування та джерела, що робить водопостачання небезпечним для людей і дикої природи. Рух шлейфу, який називається фронтом шлейфу, можна аналізувати за допомогою моделі гідрологічного транспорту або моделі ґрунтових вод. Аналіз забруднення ґрунтових вод може бути зосереджений на характеристиках ґрунту та геології ділянки, гідрогеології, гідрології та природі забруднюючих речовин. Різні механізми впливають на транспортування забруднюючих речовин, наприклад, дифузія, адсорбція, опади, розпад у ґрунтових водах.
Взаємодія забруднення підземних вод із поверхневими водами аналізується за допомогою гідрологічних транспортних моделей. Взаємодія між підземними і поверхневими водами складна. Наприклад, багато річок і озер живляться підземними водами. Це означає, що пошкодження водоносних горизонтів підземних вод, наприклад, шляхом гідророзриву або надмірного забору, може вплинути на річки та озера, які залежать від них. Вторгнення солоної води в прибережні водоносні горизонти є прикладом такої взаємодії. Методи запобігання включають: застосування принципу обережності, моніторинг якості підземних вод, зонування земель для захисту підземних вод, правильне розміщення каналізаційних систем на місці та застосування законодавства. Коли відбулося забруднення, підходи до управління включають очищення води в місці використання, рекультивацію ґрунтових вод або, як крайній засіб, залишення.

## Типи забруднюючих речовин
Забруднювачі, виявлені в підземних водах, охоплюють широкий спектр фізичних, неорганічних хімічних, органічних хімічних, бактеріологічних і радіоактивних параметрів. В принципі, багато тих самих забруднювачів, які відіграють роль у забрудненні поверхневих вод, також можуть бути знайдені в забруднених підземних водах, хоча їх відповідна важливість може бути різною.

### Миш'як і фторид
Всесвітня організація охорони здоров'я (ВООЗ) визнала миш'як і фторид найсерйознішими неорганічними забруднювачами питної води в усьому світі.
Неорганічний миш'як є найпоширенішим типом миш'яку в ґрунті та воді. Металоїдний миш'як природним чином зустрічається в підземних водах, як це найчастіше спостерігається в Азії, включаючи Китай, Індію та Бангладеш. У рівнині Гангу на півночі Індії та Бангладеш сильне забруднення ґрунтових вод природним миш'яком впливає на 25 % колодязів у мілкіших двох регіональних водоносних горизонтах. Грунтові води в цих районах також забруднені використанням пестицидів на основі миш'яку.
Миш'як у підземних водах також може бути присутнім там, де ведуться гірничодобувні роботи або відвали шахтних відходів, які вилуговують миш'як.
Природний фторид у підземних водах викликає все більше занепокоєння, оскільки використовуються більш глибокі підземні води, «причому понад 200 мільйонів людей ризикують пити воду з підвищеними концентраціями». Фторид особливо може виділятися з кислих вулканічних порід і розсіяного вулканічного попелу, коли жорсткість води низька. Високий рівень фтору в підземних водах є серйозною проблемою в Аргентинській Пампасі, Чилі, Мексиці, Індії, Пакистані, Східно-Африканському рифті та деяких вулканічних островах (Тенеріфе).
У місцевостях із природним високим вмістом фтору в підземних водах, які використовуються для питної води, флюороз як зубів, так і кісток може бути поширеним і важким.

### Збудники

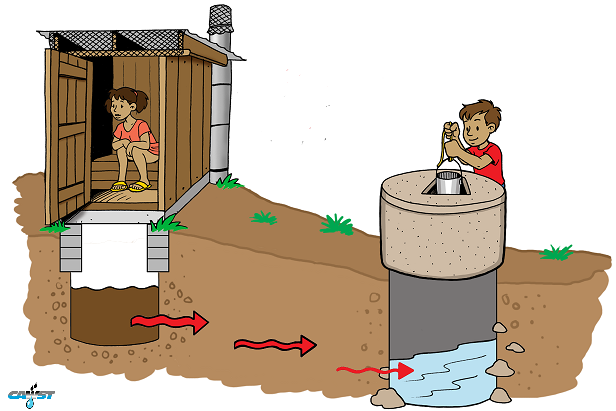
Захворювання, що передаються через воду, можуть поширюватися через ґрунтові води, які забруднені фекальними патогенами з вигрібних ям.

Відсутність належних санітарних заходів, а також неправильно розташовані колодязі можуть призвести до зараження питної води патогенними мікроорганізмами, які переносяться з фекаліями та сечею. Такі захворювання, що передаються фекально-оральним шляхом, включають черевний тиф, холеру та діарею. З чотирьох типів патогенів, присутніх у фекаліях (бактерії, віруси, найпростіші та гельмінти або яйця гельмінтів), перші три зазвичай можна знайти в забруднених ґрунтових водах, тоді як відносно великі яйця гельмінтів зазвичай фільтруються ґрунтовою матрицею.
Глибокі замкнуті водоносні горизонти зазвичай вважаються найбезпечнішим джерелом питної води щодо патогенів. Патогени з очищених або неочищених стічних вод можуть забруднювати певні, особливо неглибокі, водоносні горизонти.

### Селітра
Нітрати є найпоширенішим хімічним забруднювачем ґрунтових вод і водоносних горизонтів світу. У деяких країнах з низьким рівнем доходу рівень нітратів у ґрунтових водах надзвичайно високий, що спричиняє серйозні проблеми зі здоров'ям. Він також стабільний (не розкладається) в умовах високого вмісту кисню.
Підвищений рівень нітратів у підземних водах може бути спричинений санітарними умовами на місці, видаленням осаду стічних вод і сільськогосподарською діяльністю. Тому він може мати міське або сільськогосподарське походження.
Рівень нітратів вище 10 мг/л (10 ppm) у підземних водах може спричинити «синдром синього малюка» (набуту метгемоглобінемію). Стандарти якості питної води в Європейському Союзі передбачають менше 50 мг/л нітратів у питній воді.
Зв'язок між нітратами в питній воді та синдромом синього малюка заперечувався в інших дослідженнях. Спалахи синдрому можуть бути викликані іншими факторами, крім підвищеної концентрації нітратів у питній воді.

### Органічні сполуки
Леткі органічні сполуки (ЛОС) є небезпечним забруднювачем ґрунтових вод. Як правило, вони потрапляють у навколишнє середовище через недбалу промислову практику. Багато з цих сполук не були відомі як шкідливі до кінця 1960-х років, і минув деякий час, перш ніж регулярне тестування підземних вод виявило ці речовини в джерелах питної води.
Основні ЛОС-забруднювачі, знайдені в грунтових водах, включають ароматичні вуглеводні, такі як сполуки БТЕК (бензол, толуол, етилбензол і ксилоли), і хлоровані розчинники, включаючи тетрахлоретилен, трихлоретилен і вінілхлорид. БТЕК є важливими компонентами бензину. Тетрахлоретилен і трихлоретилен є промисловими розчинниками, які історично використовувалися в процесах хімчистки та відповідно як знежирювач для металу.
Іншими органічними забруднювачами, присутніми в підземних водах і отриманими від промислових операцій, є поліциклічні ароматичні вуглеводні (ПАВ). Завдяки своїй молекулярній масі нафталін є найбільш розчинним і рухомим ПАВ, що міститься в підземних водах, тоді як бенз(а)пірен є найбільш токсичним. ПАВ зазвичай утворюються як побічні продукти в результаті неповного згоряння органічних речовин.
Органічні забруднювачі також можна знайти в підземних водах як інсектициди та гербіциди. Як і багато інших синтетичних органічних сполук, більшість пестицидів мають дуже складну молекулярну структуру. Ця складність визначає водорозчинність, адсорбційну здатність і рухливість пестицидів у системі ґрунтових вод. Таким чином, деякі типи пестицидів більш мобільні, ніж інші, тому їм легше досягти джерела питної води.

### Метали
Кілька слідів металів зустрічаються в природі в певних гірських утвореннях і можуть потрапляти в навколишнє середовище в результаті природних процесів, таких як вивітрювання. Однак промислова діяльність, така як гірничодобувна промисловість, металургія, утилізація твердих відходів, фарбувальні та емальові роботи тощо, може призвести до підвищених концентрацій токсичних металів, зокрема свинцю, кадмію та хрому. Ці забруднення можуть потрапити в ґрунтові води.
На міграцію металів (та металоїдів) у підземних водах впливатимуть декілька факторів, зокрема хімічні реакції, які визначають розподіл забруднюючих речовин між різними фазами та видами. Таким чином, рухливість металів в першу чергу залежить від рН і окисно-відновного стану підземних вод.

### Фармацевтика
Слідові кількості фармацевтичних препаратів із очищених стічних вод, які проникають у водоносний горизонт, є одними з нових забруднювачів ґрунтових вод, які вивчаються по всій території Сполучених Штатів. Популярні фармацевтичні препарати, такі як антибіотики, протизапальні засоби, антидепресанти, деконгестанти, транквілізатори тощо, зазвичай містяться в очищених стічних водах. Ці стічні води скидаються з очисних споруд і часто потрапляють у водоносний горизонт або джерело поверхневих вод, які використовуються для питної води.
Слідові кількості фармацевтичних препаратів як у підземних, так і в поверхневих водах значно нижчі від того, що вважається небезпечним або викликає занепокоєння в більшості регіонів, але це може бути дедалі більшою проблемою, оскільки населення зростає та більше очищених стічних вод використовується для міського водопостачання.

### Інші забруднювачі
Інші органічні забруднювачі включають низку органогалогенідів та інших хімічних сполук, вуглеводні нафти, різноманітні хімічні сполуки, які містяться в засобах особистої гігієни та косметичних засобах, забруднення навколишнього середовища лікарськими засобами, включаючи фармацевтичні препарати та їхні метаболіти. Неорганічні забруднювачі можуть включати інші поживні речовини, такі як аміак і фосфат, і радіонукліди, такі як уран (U) або радон (Rn), які природно присутні в деяких геологічних утвореннях. Вторгнення солоної води також є прикладом природного забруднення, але воно дуже часто посилюється діяльністю людини.
Забруднення ґрунтових вод є світовою проблемою. Дослідження якості підземних вод основних водоносних горизонтів Сполучених Штатів, проведене між 1991 і 2004 роками, показало, що 23 % домашніх колодязів мали забруднюючі речовини на рівнях, вищих за контрольні показники для здоров'я людини. Інше дослідження показало, що основними проблемами забруднення ґрунтових вод в Африці, враховуючи порядок важливості, є: (1) забруднення нітратами, (2) патогенні агенти, (3) органічне забруднення, (4) засолення та (5) дренаж кислотних шахт.

## Причини
Причини забруднення підземних вод включають (подальша інформація нижче):
- Природні (геогенні)
- Внутрішні системи санітарії
- Стічні води та осад стічних вод
- Добрива та пестициди
- Комерційні та промислові витоки
- Гідравлічний розрив пласта
- Фільтрат звалища
- Інші

### Природні (геогенні)
«Геогенний» стосується природного походження в результаті геологічних процесів.
Природне забруднення миш'яком відбувається через те, що відкладення водоносного горизонту містять органічну речовину, яка створює анаеробні умови у водоносному горизонті. Ці умови призводять до мікробного розчинення оксидів заліза в осадах і, таким чином, викиду миш'яку, який зазвичай міцно зв'язаний з оксидами заліза, у воду. Як наслідок, підземні води, багаті миш'яком, часто багаті залізом, хоча вторинні процеси часто приховують асоціацію розчиненого миш'яку та розчиненого заліза. Миш'як зустрічається в підземних водах найчастіше у вигляді відновленого арсеніту та окисленого арсенату, гостра токсичність арсеніту дещо вища, ніж арсенату. Дослідження ВООЗ показали, що 20 % з 25 000 свердловин, перевірених у Бангладеш, мали концентрацію миш'яку понад 50 мкг/л.
Поява фториду тісно пов'язане з великою кількістю і розчинністю фторвмісних мінералів, таких як флюорит (CaF2). Значно високі концентрації фтору в підземних водах, як правило, викликані нестачею кальцію у водоносному горизонті. Проблеми зі здоров'ям, пов'язані з флюорозом зубів, можуть виникнути, коли концентрація фтору в грунтових водах перевищує 1,5 мг/л, що є рекомендаційним значенням ВООЗ з 1984 року.
Швейцарський федеральний інститут водних наук і технологій нещодавно розробив інтерактивну платформу оцінки підземних вод, де геогенний ризик забруднення в певній місцевості може бути оцінений за допомогою геологічних, топографічних та інших екологічних даних без необхідності тестування зразків. з кожного окремого ресурсу підземних вод. Цей інструмент також дозволяє користувачеві створювати карту ймовірних ризиків як для миш'яку, так і для фтору.
Високі концентрації таких параметрів, як солоність, залізо, марганець, уран, радон і хром, у підземних водах також можуть мати геогенне походження. Ці забруднення можуть бути важливими на місцевому рівні, але вони не настільки поширені, як миш'як і фторид.

### Внутрішні системи санітарії

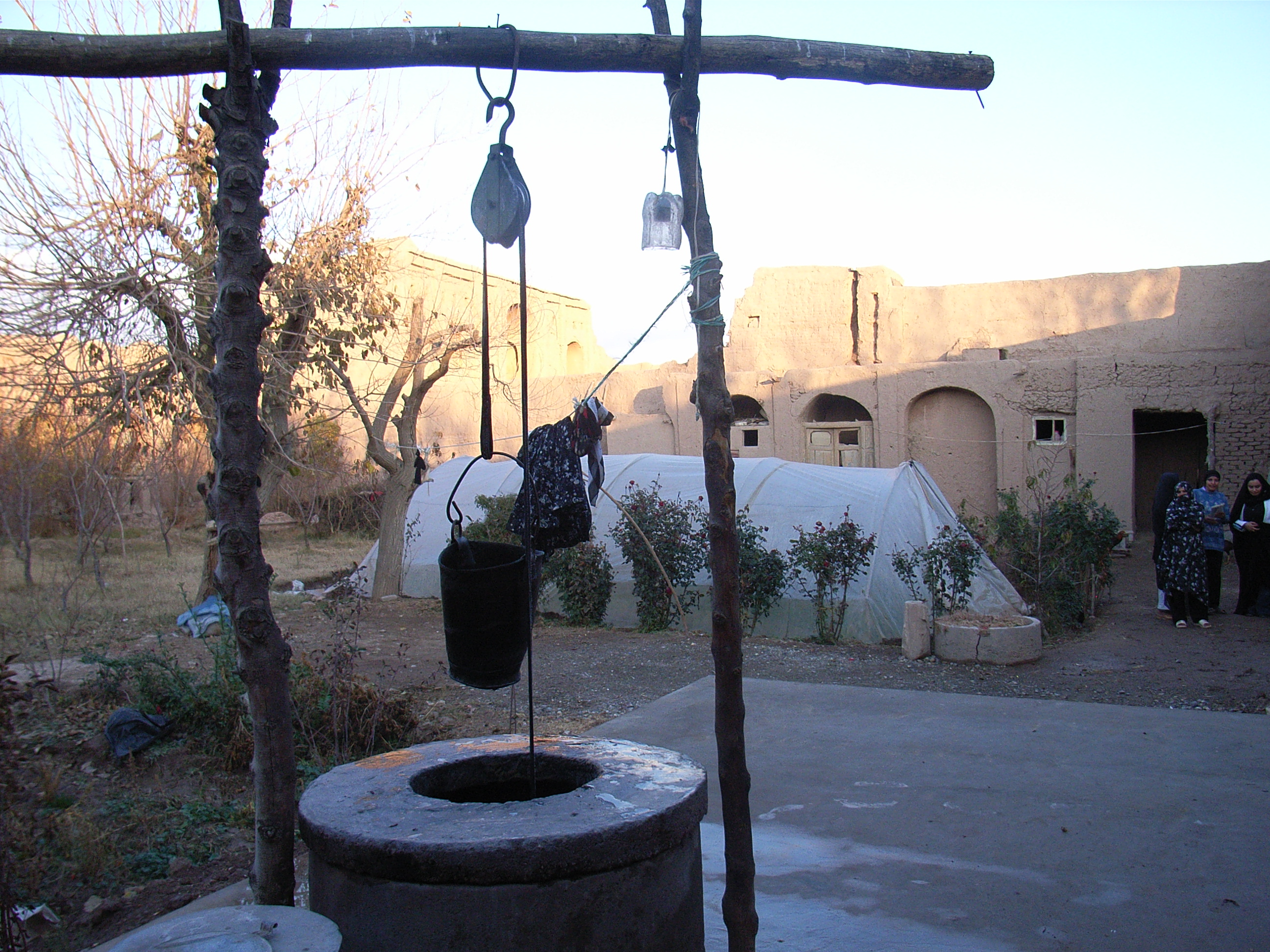
Традиційний житловий комплекс поблизу Герата, Афганістан, де неглибокий водопровідний колодязь (на передньому плані) знаходиться в безпосередній близькості від вигрібної ями (за білою теплицею), що призводить до забруднення ґрунтових вод

Забруднення ґрунтових вод хвороботворними мікроорганізмами та нітратами також може відбуватися через рідини, що проникають у землю з місцевих санітарних систем, таких як вигрібні ями та септики, залежно від щільності населення та гідрогеологічних умов.
Фактори, що контролюють долю та транспорт патогенів, досить складні, і взаємодія між ними недостатньо вивчена. Якщо ігнорувати місцеві гідрогеологічні умови (які можуть змінюватися в межах кількох квадратних кілометрів), прості локальні санітарні інфраструктури, такі як вигрібні ями, можуть спричинити значні ризики для здоров'я через забруднення ґрунтових вод.
Рідини вимиваються з котловану і проходять зону ненасиченого ґрунту (яка не повністю заповнена водою). Згодом ці рідини з котловану потрапляють у ґрунтові води, де можуть призвести до забруднення ґрунтових вод. Це проблема, якщо сусідня свердловина використовується для постачання підземної води для потреб питної води. Під час проходження в ґрунті патогени можуть відмирати або значною мірою адсорбуватися, в основному залежно від часу подорожі між ямою та колодязем. Більшість, але не всі патогени гинуть протягом 50 днів після подорожі під поверхнею.
Ступінь видалення патогенів сильно залежить від типу ґрунту, типу водоносного горизонту, відстані та інших факторів навколишнього середовища. Наприклад, ненасичена зона «промивається» під час тривалих періодів сильного дощу, забезпечуючи гідравлічний шлях для швидкого проходження патогенів. Важко оцінити безпечну відстань між вигрібною ямою або септиком і джерелом води. У будь-якому разі такі рекомендації щодо безпечної відстані ті, хто будує вигрібні ями, здебільшого нехтують. Крім того, присадибні ділянки мають обмежені розміри, тому вигрібні ями часто будують набагато ближче до колодязів з грунтовою водою, ніж те, що можна вважати безпечним. Це призводить до забруднення підземних вод і захворювання членів домогосподарств при використанні цих підземних вод як джерела питної води.

### Стічні води та осад стічних вод
Забруднення ґрунтових вод може бути викликане скиданням неочищених відходів, що призводить до таких захворювань, як ураження шкіри, кривава діарея та дерматит. Це частіше трапляється в місцях з обмеженою інфраструктурою очищення стічних вод або там, де систематично виходять з ладу каналізаційні системи. Разом із хвороботворними мікроорганізмами та поживними речовинами неочищені стічні води також можуть містити важливий вміст важких металів, які можуть просочуватися в систему ґрунтових вод.
Очищені стоки з очисних споруд також можуть досягати водоносного горизонту, якщо стоки проникають або скидаються в місцеві поверхневі водойми. Таким чином, ті речовини, які не видаляються на звичайних очисних спорудах, також можуть потрапляти в грунтові води. Наприклад, виявлені концентрації фармацевтичних залишків у підземних водах становили близько 50 мг/л у кількох місцях Німеччини. Це пояснюється тим, що на звичайних очисних спорудах мікрозабруднювачі, такі як гормони, фармацевтичні залишки та інші мікрозабруднювачі, що містяться в сечі та фекаліях, лише частково видаляються, а залишок скидається в поверхневі води, звідки також може досягти ґрунтових вод.
Забруднення ґрунтових вод також може відбуватися через витік каналізації, що спостерігалося, наприклад, у Німеччині. Це також може призвести до потенційного перехресного забруднення джерел питної води.
Розповсюдження стічних вод або осаду стічних вод у сільському господарстві також можна віднести до джерел фекального забруднення ґрунтових вод.

### Добрива та пестициди
Нітрати також можуть потрапляти в ґрунтові води через надмірне використання добрив, у тому числі внесення гною. Це тому, що лише частина азотних добрив перетворюється на продукцію та інші рослинні речовини. Залишок накопичується в ґрунті або втрачається у вигляді стоку. Високі норми внесення азотовмісних добрив у поєднанні з високою водорозчинністю нітратів призводять до збільшення стоку в поверхневі води, а також вимивання в підземні води, що спричиняє забруднення підземних вод. Особливої шкоди завдає надмірне використання азотовмісних добрив (синтетичних чи природних), оскільки значна частина азоту, який не засвоюється рослинами, перетворюється на нітрати, які легко вимиваються.

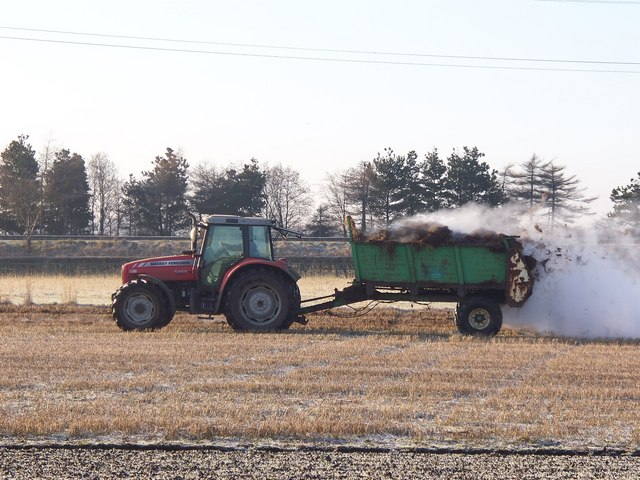
Погана практика управління розкиданням гною може привести як до патогенів, так і до поживних речовин (нітратів) у систему ґрунтових вод.

Поживні речовини, особливо нітрати, у добривах можуть спричинити проблеми для природних середовищ існування та здоров'я людини, якщо вони змиваються з ґрунту у водотоки або вимиваються через ґрунт у ґрунтові води. Інтенсивне використання азотних добрив у системах землеробства є найбільшим джерелом антропогенного азоту в підземних водах у всьому світі.
Відгодівлі/загони для тварин також можуть призвести до потенційного вимивання азоту та металів у ґрунтові води. Надмірне використання гною тварин також може призвести до забруднення ґрунтових вод залишками фармацевтичних препаратів, отриманих від ветеринарних препаратів.
Агентство з охорони навколишнього середовища США (EPA) та Європейська комісія серйозно займаються проблемою нітратів, пов'язаною з розвитком сільського господарства, як основною проблемою водопостачання, що вимагає належного управління та управління.
Стік пестицидів може вимиватися в ґрунтові води, викликаючи проблеми зі здоров'ям людей із забруднених колодязів. Концентрації пестицидів у ґрунтових водах зазвичай низькі, і часто перевищення нормативних лімітів для здоров'я людини також дуже низьке. Фосфорорганічний інсектицид монокротофос є одним із небагатьох небезпечних, стійких, розчинних і мобільних (він не зв'язується з мінералами в ґрунті) пестицидів, здатних досягати джерела питної води. Загалом виявляється більше сполук пестицидів, оскільки програми моніторингу якості ґрунтових вод стали більш широкими; однак у країнах, що розвиваються, моніторинг проводився набагато менше через високі витрати на аналіз.

### Комерційні та промислові витоки
У водоносних горизонтах, що лежать в основі комерційної та промислової діяльності, було виявлено широкий спектр як неорганічних, так і органічних забруднювачів.
Рудодобувні та металообробні підприємства несуть основну відповідальність за наявність у підземних водах металів антропогенного походження, у тому числі миш'яку. Низький рН, пов'язаний з дренажем кислотних шахт, сприяє розчинності потенційно токсичних металів, які можуть з часом потрапити в систему ґрунтових вод.
Зростає занепокоєння щодо забруднення ґрунтових вод бензином, який витікає з підземних резервуарів для зберігання нафти (ПЗС) АЗС. Компаунди BTEX є найпоширенішими присадками до бензину. Сполуки BTEX, включаючи бензол, мають щільність нижчу, ніж вода (1 г/мл). Подібно до розливів нафти в морі, незмішувана фаза, яка називається легкою рідиною неводної фази, буде «плавати» на грунтових водах у водоносному горизонті.
Хлоровані розчинники використовуються майже в будь-якій промисловій практиці, де потрібні засоби для знежирення. PCE є широко використовуваним розчинником у промисловості хімчистки через його ефективність очищення та відносно низьку вартість. Його також використовували для операцій знежирення металу. Оскільки він дуже летючий, його частіше можна знайти в підземних водах, ніж у поверхневих. TCE історично використовувався для очищення металу. Військовий об'єкт Anniston Army Depot (ANAD) у Сполучених Штатах був включений до списку національних пріоритетів EPA Superfund (NPL) через забруднення ґрунтових вод 27 мільйонами фунтів TCE. І PCE, і TCE можуть розкладатися до вінілхлориду, найбільш токсичного хлорованого вуглеводню.
Багато типів розчинників також могли бути утилізовані незаконно, через деякий час витікаючи в систему ґрунтових вод.
Хлоровані розчинники, такі як PCE і TCE, мають щільність вищу, ніж вода, і фаза, яка не змішується, називається густою рідиною неводної фази. Як тільки вони досягнуть водоносного горизонту, вони «тонуть» і врешті-решт накопичаться на верхній частині низькопроникних пластів. Історично деревообробні підприємства також викидали в навколишнє середовище такі інсектициди, як пентахлорфенол і креозот, впливаючи на ресурси ґрунтових вод. Пентахлорфенол — добре розчинний і токсичний застарілий пестицид, нещодавно включений до Стокгольмської конвенції про стійкі органічні забруднювачі. ПАУ та інші напів-ЛОС є поширеними забруднювачами, пов'язаними з креозотом.
Незважаючи на те, що вони не змішуються, як LNAPL, так і DNAPL все ще можуть повільно розчинятися у водній (змішуваній) фазі, утворюючи шлейф і таким чином ставати довгостроковим джерелом забруднення. DNAPL (хлоровані розчинники, важкі ПАУ, креозот, ПХБ), як правило, важко контролювати, оскільки вони можуть знаходитися дуже глибоко в системі ґрунтових вод.

### Гідравлічний розрив пласта
Нещодавнє зростання кількості свердловин гідророзриву («розриву») у Сполучених Штатах викликало занепокоєння щодо потенційних ризиків забруднення ресурсів підземних вод. EPA разом з багатьма іншими дослідниками було доручено вивчити взаємозв'язок між гідророзривом пласта та ресурсами питної води. Хоча гідравлічний розрив можна виконати без істотного впливу на ресурси підземних вод, якщо вжити суворих заходів контролю та управління якістю, існує ряд випадків, коли спостерігалося забруднення підземних вод через неправильне поводження або технічні збої. 
Хоча EPA не знайшло істотних доказів широкого, систематичного впливу на питну воду гідравлічного розриву пласта, це може бути пов'язано з недостатніми систематичними даними про якість питної води до і після гідророзриву, а також наявністю інших агентів забруднення, які унеможливити зв'язок між видобутком нафти та сланцевого газу та його впливом.
Незважаючи на відсутність в EPA широкомасштабних доказів, інші дослідники зробили значні спостереження за зростанням забруднення підземних вод у безпосередній близькості від основних місць буріння сланцевої нафти/газу, розташованих у Марселлі (Британська Колумбія, Канада). У радіусі одного кілометра від цих конкретних ділянок підгрупа мілководних питних вод постійно демонструвала вищі рівні концентрації метану, етану та пропану, ніж зазвичай. Оцінка вищої концентрації гелію та інших благородних газів разом із підвищенням рівня вуглеводнів підтверджує різницю між летючим газом гідророзриву та природним «фоновим» вмістом вуглеводнів. Вважається, що це забруднення є результатом негерметичності, несправності або неправильно встановленої обсадної труби газових свердловин.
Крім того, існує теорія, що забруднення також може бути наслідком капілярної міграції глибоко залишкової гіперсоленої води та рідини для гідравлічного розриву, яка повільно протікає через розломи та тріщини, поки нарешті не вступить у контакт із ресурсами підземних вод; однак багато дослідників стверджують, що проникність гірських порід, що перекривають сланцеві утворення, надто низька, щоб дозволити цьому статися в достатній мірі. Щоб остаточно підтвердити цю теорію, повинні бути сліди токсичних тригалометанів (ТГМ), оскільки вони часто пов'язані з наявністю забруднення блукаючими газами та зазвичай зустрічаються разом із високими концентраціями галогенів у надсолених водах. Крім того, води з високим ступенем солі є звичайною природною особливістю систем глибоких підземних вод.
У той час як висновки щодо забруднення підземних вод в результаті потоку рідини для гідравлічного розриву обмежені як у просторі, так і в часі, дослідники висунули гіпотезу, що потенціал для систематичного забруднення блукаючим газом залежить головним чином від цілісності структури сланцевої нафтової/газової свердловини, а також її відносної геологічне розташування до локальних систем тріщин, які потенційно можуть забезпечити шляхи потоку для неконтрольованої міграції газу.
Незважаючи на те, що широко поширене систематичне забруднення внаслідок гідравлічного розриву є предметом серйозних суперечок, одним із основних джерел забруднення, яке має найбільшу кількість консенсусу серед дослідників як найбільш проблематичне, є випадковий розлив рідини для гідравлічного розриву та пластової води на конкретному місці. Поки що значна більшість подій забруднення підземних вод походить від поверхневих антропогенних шляхів, а не від підповерхневого потоку з підстилаючих сланцевих утворень. Хоча збитки можуть бути очевидними, і докладається набагато більше зусиль, щоб запобігти таким частим випадкам аварій, відсутність даних про розливи нафти з гідророзриву продовжує залишати дослідників у невіданні. У багатьох із цих подій дані, отримані в результаті витоку або розливу, часто дуже розпливчасті, і, отже, призводять дослідників до браку висновків.
Дослідники з Федерального інституту геонаук і природних ресурсів провели модельне дослідження глибокого пласта сланцевого газу в Північнонімецькому басейні. Вони прийшли до висновку, що низька ймовірність того, що підйом рідини для гідророзриву через геологічне підпілля на поверхню вплине на неглибокі грунтові води.

### Фільтрат звалища
Фільтр із санітарних звалищ може призвести до забруднення ґрунтових вод. Хімічні речовини можуть потрапляти в ґрунтові води через опади та стоки. Нові сміттєзвалища повинні бути облицьовані глиною або іншим синтетичним матеріалом разом із фільтратом для захисту навколишніх ґрунтових вод. Однак старі сміттєзвалища не мають цих заходів і часто розташовані поблизу поверхневих вод і у водопроникних ґрунтах. Закриті сміттєзвалища все ще можуть становити загрозу для ґрунтових вод, якщо перед закриттям вони не закриті непроникним матеріалом для запобігання витоку забруднюючих речовин.
Канал Любові був одним із найвідоміших прикладів забруднення ґрунтових вод. У 1978 році мешканці району Каналу Любові у північній частині штату Нью-Йорк помітили високий рівень раку та тривожну кількість вроджених вад. Зрештою це було пов'язано з органічними розчинниками та діоксинами з промислового сміттєзвалища, навколо якого було побудовано околиці, які потім проникли у водопровід і випарувалися в підвалах, ще більше забруднюючи повітря. Вісімсот сімей отримали відшкодування за свої будинки та переїхали після тривалих судових суперечок і висвітлення в ЗМІ.

### Перекачування
Супутникові дані в дельті Меконгу у В'єтнамі надали докази того, що надмірне відкачування ґрунтових вод призводить до осідання землі, а також до подальшого викиду миш'яку та, можливо, інших важких металів. Миш'як міститься в глинистих пластах завдяки їх високому співвідношенню площі поверхні до об'єму порівняно з частинками розміром з пісок. Більшість відкачуваних підземних вод проходить через піски та гравій з низьким вмістом миш'яку. Однак під час надмірного відкачування високий вертикальний градієнт витягує воду з менш проникних глин, таким чином сприяючи виділенню миш'яку у воду.

### Інші
Забруднення підземних вод може бути спричинене розливами хімікатів під час комерційних чи промислових робіт, розливами хімікатів під час транспортування (наприклад, розлив дизельного палива), незаконним звалищем відходів, проникненням із міських стоків або шахтних робіт, дорожньою сіллю, хімікатами для боротьби з льодом з аеропортів і навіть атмосферні забруднювачі, оскільки підземні води є частиною гідрологічного циклу.
Використання гербіцидів може сприяти забрудненню ґрунтових вод через проникнення миш'яку. Гербіциди сприяють десорбції миш'яку шляхом мобілізації та транспортування забруднювача. Хлоровані гербіциди виявляють менший вплив на десорбцію миш'яку, ніж гербіциди фосфатного типу. Це може допомогти запобігти забрудненню миш'яком шляхом вибору гербіцидів, які відповідають різним концентраціям миш'яку в певних ґрунтах.
Поховання трупів і їх подальша деградація також може становити ризик забруднення ґрунтових вод.

## Механізми
Проходження води крізь поверхню може створити надійний природний бар'єр для забруднення, але він діє лише за сприятливих умов.
Стратиграфія території відіграє важливу роль у транспортуванні забруднюючих речовин. Місцевість може мати пласти піщаного ґрунту, тріщинистої корінної породи, глини або твердого пласту. Ділянки карстового рельєфу на вапняковій основі іноді вразливі до поверхневого забруднення ґрунтовими водами. Землетрусні розломи також можуть бути шляхами надходження забруднення вниз. Умови рівня грунтових вод мають велике значення для постачання питної води, сільськогосподарського зрошення, утилізації відходів (включаючи ядерні відходи), середовища проживання диких тварин та інших екологічних проблем.
Багато хімічних речовин зазнають реактивного розпаду або хімічних змін, особливо протягом тривалих періодів часу в підземних водоймах. Вартий уваги клас таких хімічних речовин — це хлоровані вуглеводні, такі як трихлоретилен (використовується для промислового знежирення металів і виробництва електроніки) і тетрахлоретилен, який використовується в промисловості хімчистки. Обидві ці хімічні речовини, які самі є канцерогенами, піддаються реакціям часткового розкладання, що призводить до появи нових небезпечних хімічних речовин (зокрема, дихлоретилену та вінілхлориду).

### Взаємодії з поверхневими водами
Незважаючи на взаємопов'язаність, поверхневі та підземні води часто досліджувалися та управлялися як окремі ресурси. Взаємодія між підземними і поверхневими водами складна. Поверхневі води просочуються крізь ґрунт і стають підземними. І навпаки, підземні води також можуть живити поверхневі джерела води. Наприклад, багато річок і озер живляться підземними водами. Це означає, що пошкодження водоносних горизонтів підземних вод, наприклад, шляхом гідророзриву або надмірного забору, може вплинути на річки та озера, які залежать від них. Вторгнення солоної води в прибережні водоносні горизонти є прикладом такої взаємодії.
Розлив або постійний викид хімічних або радіонуклідних забруднювачів у ґрунт (розташований подалі від поверхневого водоймища) може не призвести до точкового або неточкового джерела забруднення, але може забруднити водоносний горизонт, що знаходиться нижче, утворюючи токсичний шлейф. Рух шлейфу можна аналізувати за допомогою моделі гідрологічного транспорту або моделі підземних вод.

## Профілактика

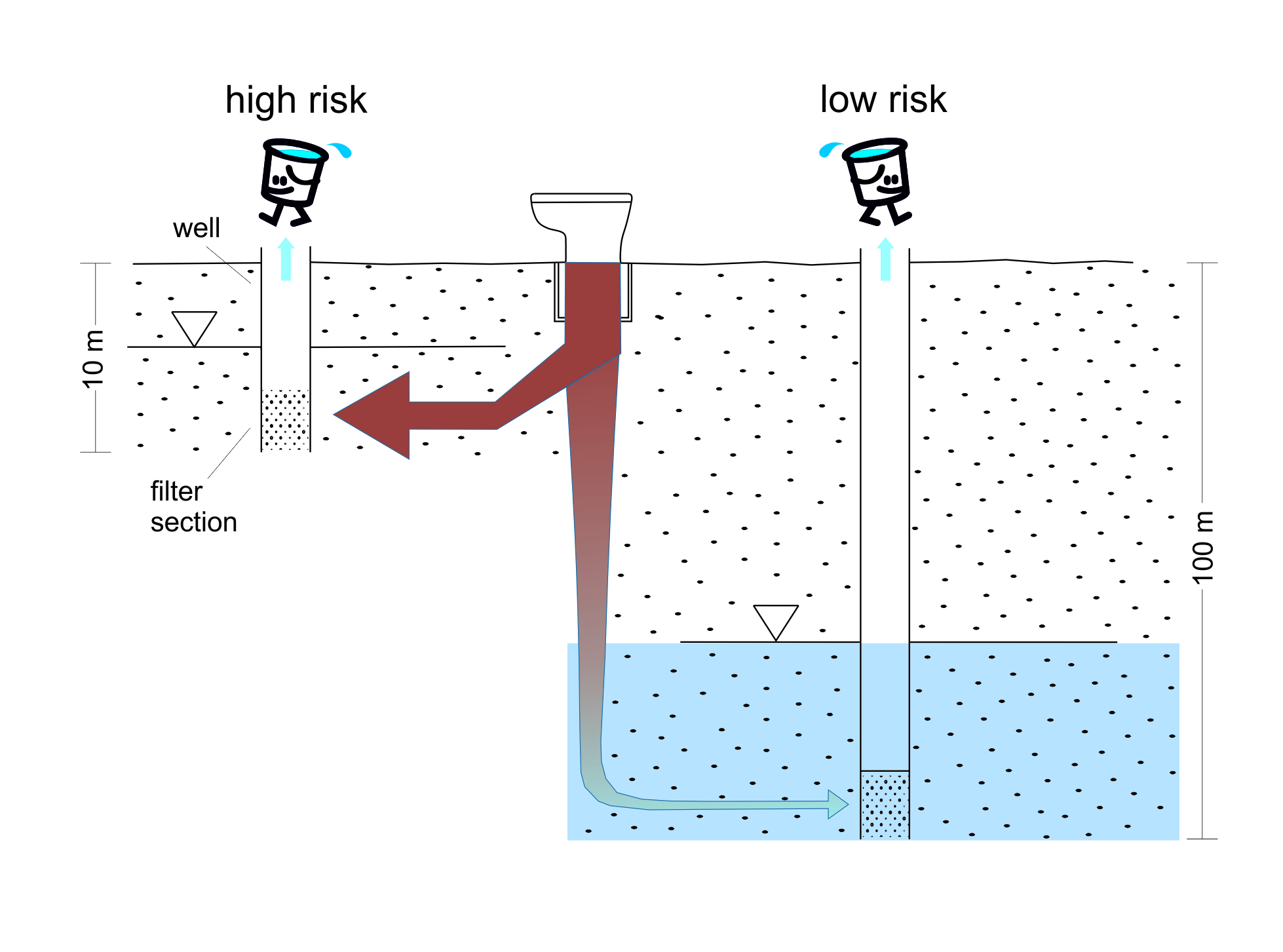
Схема, яка показує, що існує менший ризик забруднення ґрунтових вод із більшою глибиною колодязя

### Принцип обережності
Принцип обережності, який розвинувся з Принципу 15 Декларації Ріо про навколишнє середовище та розвиток, є важливим для захисту ресурсів підземних вод від забруднення. Принцип запобіжних заходів передбачає, що «якщо існують загрози незворотної шкоди, відсутність повної наукової впевненості не повинна використовуватися як причина для відкладення економічно ефективних заходів для запобігання погіршенню навколишнього середовища».
Одним із шести основних принципів водної політики Європейського Союзу (ЄС) є застосування принципу обережності.

### Моніторинг якості підземних вод
Програми моніторингу якості підземних вод регулярно впроваджуються в багатьох країнах світу. Вони є важливими компонентами для розуміння гідрогеологічної системи, а також для розробки концептуальних моделей і карт вразливості водоносних горизонтів.
Необхідно регулярно контролювати якість підземних вод у всьому водоносному горизонті, щоб визначити тенденції. Ефективний моніторинг підземних вод має ґрунтуватися на певній меті, наприклад, конкретному забруднювачі, що викликає занепокоєння. Рівень забруднення можна порівняти з рекомендаціями Всесвітньої організації охорони здоров'я (ВООЗ) щодо якості питної води. Нерідко ліміти забруднень зменшуються в міру накопичення більшого медичного досвіду.
Необхідно вкласти достатні інвестиції для продовження моніторингу в довгостроковій перспективі. Коли проблема виявлена, необхідно вжити заходів для її усунення. Спалахи захворювань, що передаються через воду, у Сполучених Штатах зменшилися із запровадженням суворіших вимог до моніторингу (та лікування) на початку 1990-х.
Громада також може допомогти контролювати якість ґрунтових вод.
Вчені розробили методи, за допомогою яких можна створити карти небезпек для геогенних токсичних речовин у підземних водах. Це забезпечує ефективний спосіб визначення того, які свердловини слід перевірити.

### Зонування земель для охорони ґрунтових вод
Розробка карт зонування землекористування була впроваджена декількома водними органами різних масштабів у всьому світі. Існує два типи карт зонування: карти вразливості водоносних горизонтів і карти захисту джерел.

#### Карта вразливості водоносного горизонту
Це відноситься до внутрішньої (або природної) вразливості системи підземних вод до забруднення. За своєю суттю деякі водоносні горизонти більш вразливі до забруднення, ніж інші. Неглибокі водоносні горизонти піддаються більшому ризику забруднення, оскільки там менше пластів для фільтрації забруднень.
Ненасичена зона може відігравати важливу роль у затримці (і в деяких випадках усуненні) патогенів, тому її необхідно враховувати при оцінці вразливості водоносного горизонту. Біологічна активність найбільша у верхніх пластах ґрунту, де ослаблення патогенів, як правило, є найбільш ефективним.
Підготовка карт уразливості зазвичай передбачає накладання кількох тематичних карт фізичних факторів, які були вибрані для опису вразливості водоносного горизонту. Базований на індексі параметричний метод картографування GOD, розроблений Фостером і Хіратою (1988), використовує три загальнодоступні або легко оцінювані параметри, ступінь G гідравлічного обмеження круглої води, геологічну природу верхніх пластів і D глибину до грунтових вод. Подальший підхід, розроблений EPA, рейтингова система під назвою «DRASTIC», використовує сім гідрогеологічних факторів для розробки індексу вразливості: Глибина до рівня грунтових вод, чисте поповнення, Водоносне середовище, Нафтове середовище, Т ографія (нахил), Я впливаю на вадозну зону та гідравлічну провідність.
Серед гідрогеологів точаться конкретні дебати щодо того, чи слід встановлювати вразливість водоносного горизонту загальним (внутрішнім) способом для всіх забруднювачів чи окремо для кожного забруднювача.

#### Карта охорони джерела
Це відноситься до зон захоплення навколо окремого джерела підземних вод, наприклад колодязя або джерела, щоб особливо захистити їх від забруднення. Таким чином, потенційні джерела розкладаних забруднювачів, таких як патогени, можуть бути розташовані на відстанях, час проходження яких вздовж шляхів потоку є достатнім для видалення забруднювача шляхом фільтрації або адсорбції.
Найбільш широко використовуються аналітичні методи, які використовують рівняння для визначення потоку ґрунтових вод і транспортування забруднень. WHPA — це напіваналітична програма моделювання потоку підземних вод, розроблена US EPA для розмежування зон захоплення в зоні захисту гирла свердловини.
Найпростіша форма зонування використовує методи фіксованої відстані, коли діяльність виключається в межах рівномірно застосованої заданої відстані навколо точок абстракції.

### Розташування систем каналізації на території
Оскільки вплив більшості токсичних хімікатів на здоров'я виникає після тривалого впливу, ризик для здоров'я від хімікатів, як правило, нижчий, ніж від патогенів. Таким чином, якість заходів із захисту джерела є важливим компонентом у контролі наявності патогенів у кінцевій питній воді.
Внутрішні каналізаційні системи можуть бути розроблені таким чином, щоб уникнути забруднення ґрунтових вод із цих каналізаційних систем. Було розроблено детальні вказівки для оцінки безпечних відстаней для захисту джерел підземних вод від забруднення, викликаного санітарією на місці. Було запропоновано наступні критерії для безпечного розміщення (тобто прийняття рішення про розташування) систем санітарії на місці:
- Горизонтальна відстань між джерелом питної води та системою каналізації
  - Рекомендовані значення відстаней по горизонталі між локальними системами каналізації та джерелами води дуже різняться (наприклад, від 15 до 100 м горизонтальної відстані між вигрібною ямою та колодязями для ґрунтових вод)[32]
- Вертикальна відстань між свердловиною питної води та системою каналізації
- Тип водоносного горизонту
- Напрям течії підземних вод
- Непроникні пласти
- Схиловий і поверхневий дренаж
- Обсяг витоку стічних вод
- Суперпозиція, тобто необхідність розгляду більшої площі планування

Як дуже загальне правило, рекомендується, щоб дно ями було принаймні 2 м над рівнем грунтових вод, мінімальна горизонтальна відстань 30 м між ямою та джерелом води зазвичай рекомендується для обмеження впливу мікробного забруднення.[1] Однак не слід робити загальних заяв щодо мінімальних бокових відстаней, необхідних для запобігання забрудненню колодязя від вигрібної ями. Наприклад, навіть 50. Відстань бокового розділення м може бути недостатньою в сильно закарстованій системі з низхідною свердловиною або джерелом, тоді як 10. Відстань бокового розділення м цілком достатня, якщо є добре розвинений пласт глини, а кільцевий простір колодязя для ґрунтових вод добре ущільнений.

### Законодавство
Інституційні та правові питання мають вирішальне значення для визначення успіху чи провалу політики та стратегії захисту підземних вод. У Сполучених Штатах Закон про збереження та відновлення ресурсів захищає підземні води, регулюючи утилізацію твердих і небезпечних відходів, а Закон про комплексне реагування на навколишнє середовище, компенсацію та відповідальність, також відомий як «Суперфонд», вимагає рекультивації покинутих сховищ небезпечних відходів.

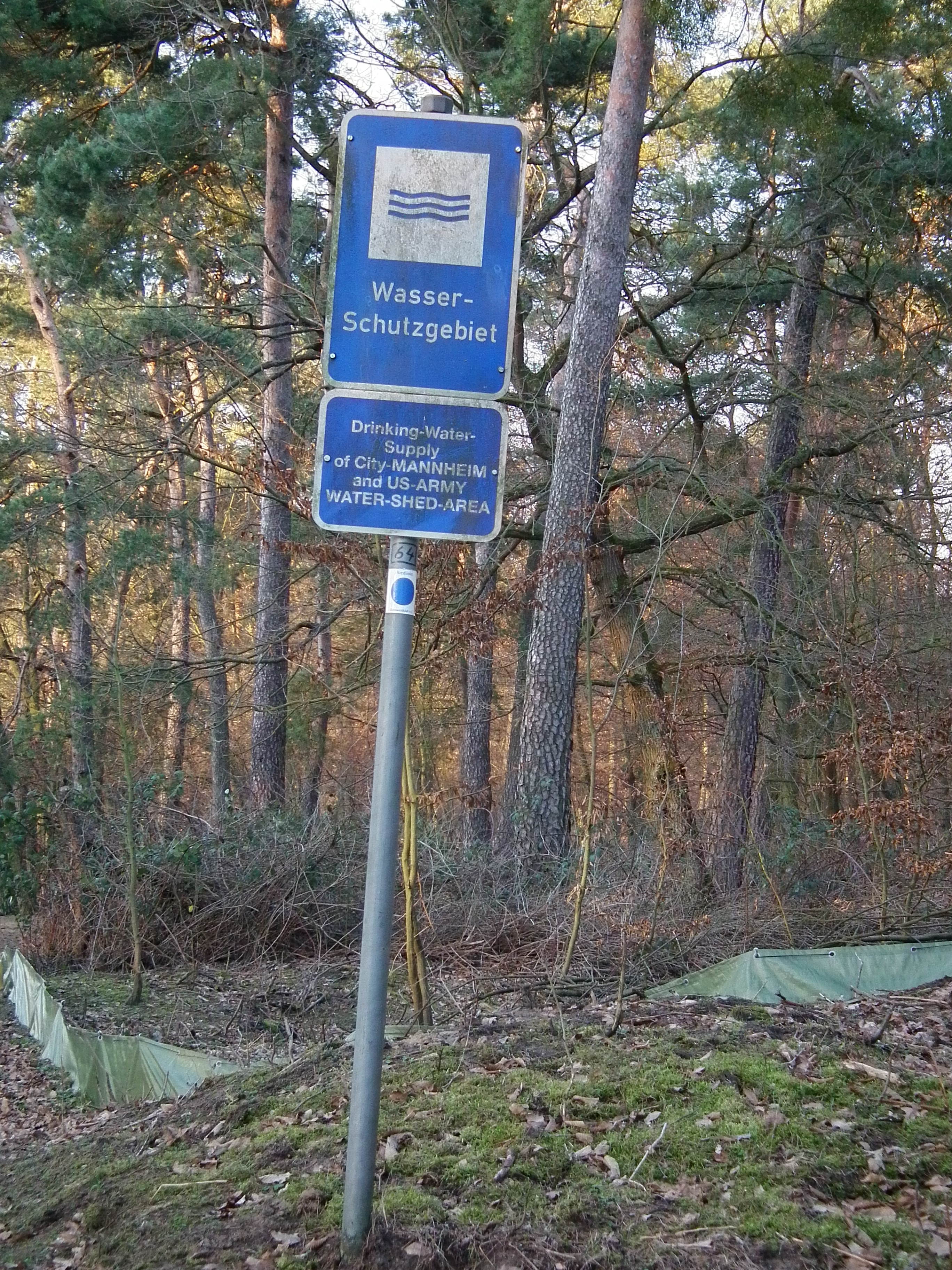
Знак поблизу Мангейма, Німеччина, який позначає зону як спеціальну «зону захисту ґрунтових вод»

## Управління
Варіанти відновлення забруднених ґрунтових вод можна згрупувати в такі категорії:
- містять забруднюючі речовини, щоб запобігти їх подальшій міграції;
- видалення забруднюючих речовин з водоносного горизонту;
- відновлення водоносного горизонту шляхом іммобілізації або детоксикації забруднюючих речовин, поки вони все ще знаходяться у водоносному горизонті (на місці);
- очищення ґрунтових вод у місці їх використання;
- відмова від використання підземних вод цього водоносного горизонту та пошук альтернативного джерела водопостачання.[78]

### Лікування в місці використання
Портативні пристрої для очищення води або системи очищення води «точка використання» і польові методи дезінфекції води можна використовувати для видалення деяких форм забруднення ґрунтових вод перед питтям, а саме будь-яких фекальних забруднень. Існує багато комерційних портативних систем очищення води або хімічних добавок, які можуть видалити хвороботворні мікроорганізми, хлор, неприємний смак, запахи та важкі метали, такі як свинець і ртуть.
Технології включають кип'ятіння, фільтрацію, абсорбцію активованим вугіллям, хімічну дезінфекцію, ультрафіолетове очищення, дезінфекцію води озоном, сонячну дезінфекцію води, сонячну дистиляцію, саморобні фільтри для води.
Фільтри для видалення миш'яку — спеціальні технології, які зазвичай встановлюються для видалення миш'яку. Багато з цих технологій вимагають капіталовкладень і тривалого обслуговування. Фільтри в Бангладеш зазвичай залишаються користувачами через їх високу вартість і складне обслуговування, яке також є досить дорогим.

### Рекультивація ґрунтових вод
Забруднення ґрунтових вод набагато важче зменшити, ніж забруднення поверхні, оскільки ґрунтові води можуть переміщуватися на великі відстані через невидимі водоносні горизонти. Непористі водоносні горизонти, такі як глини, частково очищають воду від бактерій шляхом простої фільтрації (адсорбції та абсорбції), розбавлення та, в деяких випадках, хімічних реакцій і біологічної активності; однак у деяких випадках забруднювачі просто перетворюються на забруднювачі ґрунту. Підземна вода, яка проходить через відкриті тріщини та каверни, не фільтрується і може транспортуватися так само легко, як і поверхнева вода. Фактично, це може посилюватися схильністю людини використовувати природні воронки як звалища в районах карстового рельєфу.
Забруднювачі та забруднювачі можна видалити з ґрунтових вод, застосовуючи різні методи, що робить їх безпечними для використання. Методи очищення підземних вод (або відновлення) охоплюють біологічні, хімічні та фізичні технології очищення. Більшість методів очищення ґрунтових вод використовують комбінацію технологій. Деякі з методів біологічного очищення включають біоаугментацію, біовентиляцію, біорозбризкування, біозмивання та фіторемедіацію. Деякі методи хімічної обробки включають введення озону та кисню, хімічне осадження, мембранне відділення, іонний обмін, поглинання вуглецю, водне хімічне окислення та відновлення за допомогою поверхнево-активних речовин. Деякі хімічні методи можуть бути реалізовані за допомогою наноматеріалів. Методи фізичної обробки включають, але не обмежуються цим, накачування і обробку, барботування повітря та двофазну екстракцію.

### Залишення
Якщо очищення або рекультивація забруднених підземних вод вважається надто складним або дорогим, тоді єдиним іншим виходом є відмова від використання підземних вод цього водоносного горизонту та пошук альтернативного джерела води.

## Приклади

### Африка

#### Лусака, Замбія
Приміські райони Лусаки, столиці Замбії, мають грунтові умови, які сильно закарстовані, і з цієї причини — разом зі збільшенням щільності населення в цих приміських районах — забруднення колодязів із вигрібними ямами є серйозною проблемою для здоров'я населення загроза там.

#### Місто Бабаті, Танзанія
У Танзанії багато жителів покладаються на джерела підземної води, переважно з неглибоких колодязів на місці, для пиття та інших побутових потреб. Витрати на офіційне водопостачання призвели до того, що багато домогосподарств покладаються на приватні колодязі, а не на міське водопостачання та каналізацію Бабаті. Споживання води з тимчасових вододжерел невідомої якості (переважно неглибоких колодязів) призвело до того, що велика кількість людей страждає на захворювання, що передаються через воду. У Танзанії повідомляється, що 23 900 дітей віком до 5 років щороку помирають від дизентерії та діареї, пов'язаних із вживанням небезпечної води.

### Азія

#### Індія
Басейн річки Ганг, який є священною водоймою для індусів, стикається з серйозним забрудненням миш'яком. Індія охоплює 79 % GRB, і тому постраждали численні штати. Постраждалі штати включають Уттаракханд, Уттар-Прадеш, Делі, Мадх'я-Прадеш, Біхар, Джаркханд, Раджастхан, Чхаттісгарх, Пенджаб, Хар'яна та Західна Бенгалія. Рівень миш'яку досягає 4730 мкг/л у підземних водах ~1000 мкг/л у поливній воді і до 3947 мкг/кг у харчових матеріалах, усі вони перевищують стандарти Продовольчої та сільськогосподарської організації ООН щодо води для поливу та стандарти Всесвітньої організації охорони здоров'я щодо питної води. Як наслідок, люди, які піддаються опроміненню, страждають від захворювань, які впливають на їхні дермальні, неврологічні, репродуктивні та когнітивні функції та навіть можуть призвести до раку.
В Індії уряд продовжив сприяти розвитку санітарії з метою боротьби зі зростанням забруднення ґрунтових вод у кількох регіонах країни. Зусилля показали результати та зменшили забруднення ґрунтових вод і зменшили ймовірність захворювання для матерів і дітей, які в основному постраждали від цієї проблеми. Це було дуже необхідно, оскільки, за дослідженням, понад 117 000 дітей віком до п'яти років щорічно помирають через споживання забрудненої води. Зусилля країни досягли успіху в більш економічно розвинених частинах країни.

### Північна Америка

#### Хінклі, США
Підземні води міста Хінклі, Каліфорнія (США), були забруднені шестивалентним хромом, починаючи з 1952 року, що призвело до судової справи проти Pacific Gas & Electric і багатомільйонної угоди в 1996 році. Судова справа була драматизована у фільмі Ерін Брокович, який вийшов на екрани в 2000 році.
Сан-Хоакін, США
Інтенсивне відкачування в окрузі Сан-Хоакін, Каліфорнія, призвело до забруднення миш'яком. Округ Сан-Хоакін зіткнувся з серйозною інтенсивною відкачкою, яка спричинила просідання землі під Сан-Хоакіном і, у свою чергу, пошкодила інфраструктуру. Це інтенсивне закачування в підземні води дозволило миш'яку переміститися в підземні водоносні горизонти, які забезпечують питною водою щонайменше мільйон жителів і використовують для зрошення сільськогосподарських культур на деяких з найбагатших сільськогосподарських угідь у США. Водоносні горизонти складаються з піску та гравію, які розділені тонкими пластами глини, яка діє як губка, яка утримує воду та миш'як. При інтенсивній перекачуванні води водоносний пласт стискається і грунт опускається, що призводить до виділення миш'яку з глини. Дослідження показує, що водоносні горизонти, забруднені в результаті надмірного відкачування, можуть відновитися, якщо відбір припиниться.

#### Волкертон, Канада
У 2000 році в невеликому містечку Волкертон, Канада, відбулося забруднення ґрунтових вод, що призвело до семи смертей у результаті так званого спалаху Walkerton E. Coli. Вода, яка була взята з ґрунтових вод, була забруднена надзвичайно небезпечним штамом O157:H7 бактерії кишкової палички. Це забруднення було спричинене стоком із ферми в сусідню свердловину, яка була вразливою до забруднення ґрунтовими водами.